# Frères Bonnec
Pour les articles homonymes, voir Bonnec.
Les frères Bonnec sont un duo d'artistes peintres contemporains français actifs depuis 1980. Alain est né en 1952, et Daniel en 1962.

## Histoire
Alain et Daniel Bonnec sont frères.
Ils sont découverts dans les années 1980 par le critique d’art Roger Bouillot et sont présentés dans les émissions de télévision Le Grand Échiquier de Jacques Chancel et Champs-Élysées de Michel Drucker.
Admirés par Raymond Devos et le mime Marcel Marceau, leurs toiles sont le reflet d'un duo à quatre mains de couleurs mêlé d’un certain humour souvent surréaliste tout en nuances. Une nostalgie de l’enfance s’exprime dans des transparences de couleurs où la nature est toujours présente.
Ils travaillent dans le même atelier mais ne réalisent pas leurs peintures en collaboration et souhaitent exposer ensemble.
La Monnaie de Paris leur confie la réalisations de médailles à tirage limitée d’après leurs œuvres. Ils obtiennent le prix Vernon de l’Académie des beaux-arts de l’Institut de France en 1990.
Ils sont « artistes de l’UNICEF » à partir de 1990.
Ils exposent en Europe, au Japon, et aux États-Unis.

## Expositions
- France
  - Musée de la Monnaie[5],[1]
  - Musée d'art de Rennes[5]
  - 1987 Galerie Jeanne[6]
  - Divers musées modernes d'art[5]
- États-Unis[2],[1]
- Japon[2],[1]
- Irlande[2]